# اوکتوگدون
اوکتوگدون (انگلیسی: Octogeddon) یک بازی ویدئویی اکشن-استراتژی آرکید است که در سال ۲۰۱۸ توسط شرکت All Yes Good ساخته شده‌است. این بازی در فوریه ۲۰۱۸ برای رایانه شخصی منتشر شد و در سال ۲۰۱۹ نسخهٔ نینتندو سوئیچ عرضه شد. بازیکن نقش یک اختاپوس را دارد که به دنبال انتقام از بشریت است. او با استفاده از اندام‌هایش می‌تواند بین هر مرحله ارتقا پیدا کنند و با دشمنانی که علیه او حرکت می‌کنند مبارزه می‌کند.
جرج فن طراح اصلی بازی اوکتوگدون است. پس از اخراج او از پاپ‌کاپ گیمز، او ایده اوکتوگدون را برای مسابقه لودوم دیر در سال ۲۰۱۲ مطرح کرد. پس از استقبال مثبت در آنجا، فن به همراه ریچ ورنر و فریتز فافر شرکتی به نام All Yes Good را برای توسعه بیشتر بازی تأسیس کرد. این بازی به دلیل سبک هنری طنزآمیز و گیم پلی اعتیادآورش مورد استقبال مثبت قرار گرفت و اغلب با بازی قبلی جورج فن یعنی، گیاهان دربرابر زامبی‌ها مقایسه می‌شود.